# Bagrus
Косатки (лат. Bagrus) — род лучепёрых рыб из семейства косатковых (Bagridae). Это относительно крупные сомы, обитающие в пресных водоёмах Африки, за исключением практически неизученного вида B. tucumanus из Южной Америки, который, вероятно, является синонимом Luciopimelodus pati.

## Таксономия
Нынешнее научное название Bagrus было впервые предложено Луи-Огюстеном Боском в 1816 году для Bagrus bajad и его ближайших родственников. Ранее в 1809 году Жоффруа Сент-Илер уже выделил эту рыбу в отдельный новый род Porcus. Но это было отменено ICZN, так что младший синоним можно продолжать использовать.

## Классификация
В настоящее время в этом роде 11 признанных видов:
- Bagrus bajad (Forsskål, 1775)typus
- Bagrus caeruleus T. R. Roberts & D. J. Stewart, 1976
- Bagrus degeni Boulenger, 1906
- Bagrus docmak (Forsskål, 1775)
- Bagrus filamentosus Pellegrin, 1924
- Bagrus lubosicus Lönnberg, 1924
- Bagrus meridionalis Günther, 1894
- Bagrus orientalis Boulenger, 1902
- Bagrus tucumanus Burmeister, 1861
- Bagrus ubangensis Boulenger, 1902
- Bagrus urostigma Vinciguerra, 1895

Был описан ископаемый вид, возможно, относящийся к Bagrus возрастом около 7 миллионов лет, найденный в породах позднемиоценовой формации Baynunah недалеко от Ruwais (Абу-Даби):
- Bagrus shuwaiensis Forey & Young, 1999

Однако не совсем ясно, принадлежит ли он к Bagrus или какому-то другому роду Bagridae, или даже к Claroteidae.